# Cimitero degli Inglesi (Florenz)

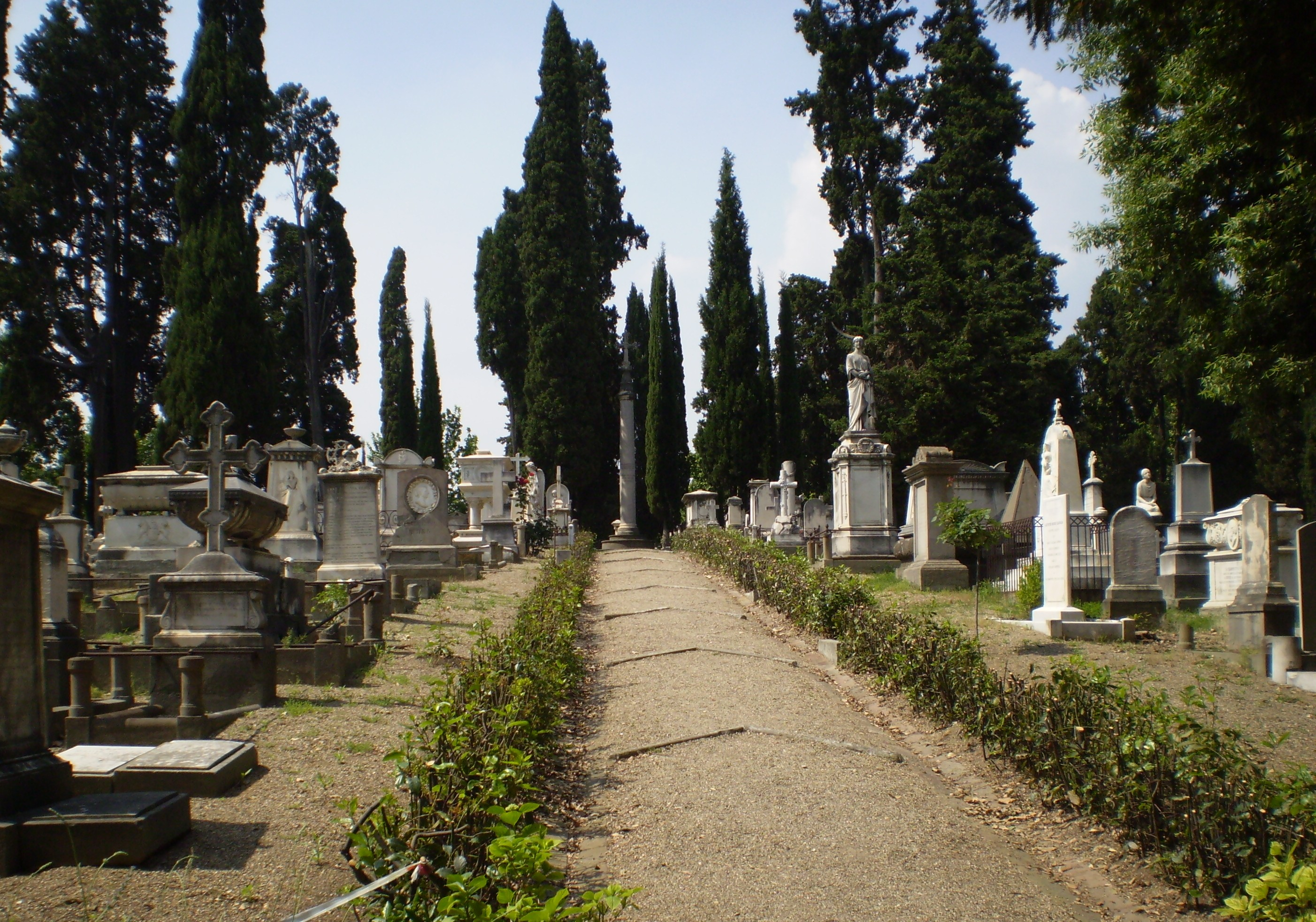
Ansicht des Friedhofes

Der Cimitero degli Inglesi (Friedhof der Engländer) ist ein Friedhof in Florenz. Er wurde im 19. Jahrhundert für Nichtkatholiken, vor allem Protestanten angelegt. Gräber von Engländern überwiegen, da diese, darunter viele Schriftsteller und bildende Künstler, im Florenz zu jener Zeit die größte Gruppe unter den Ausländern bildeten.

## Geschichte

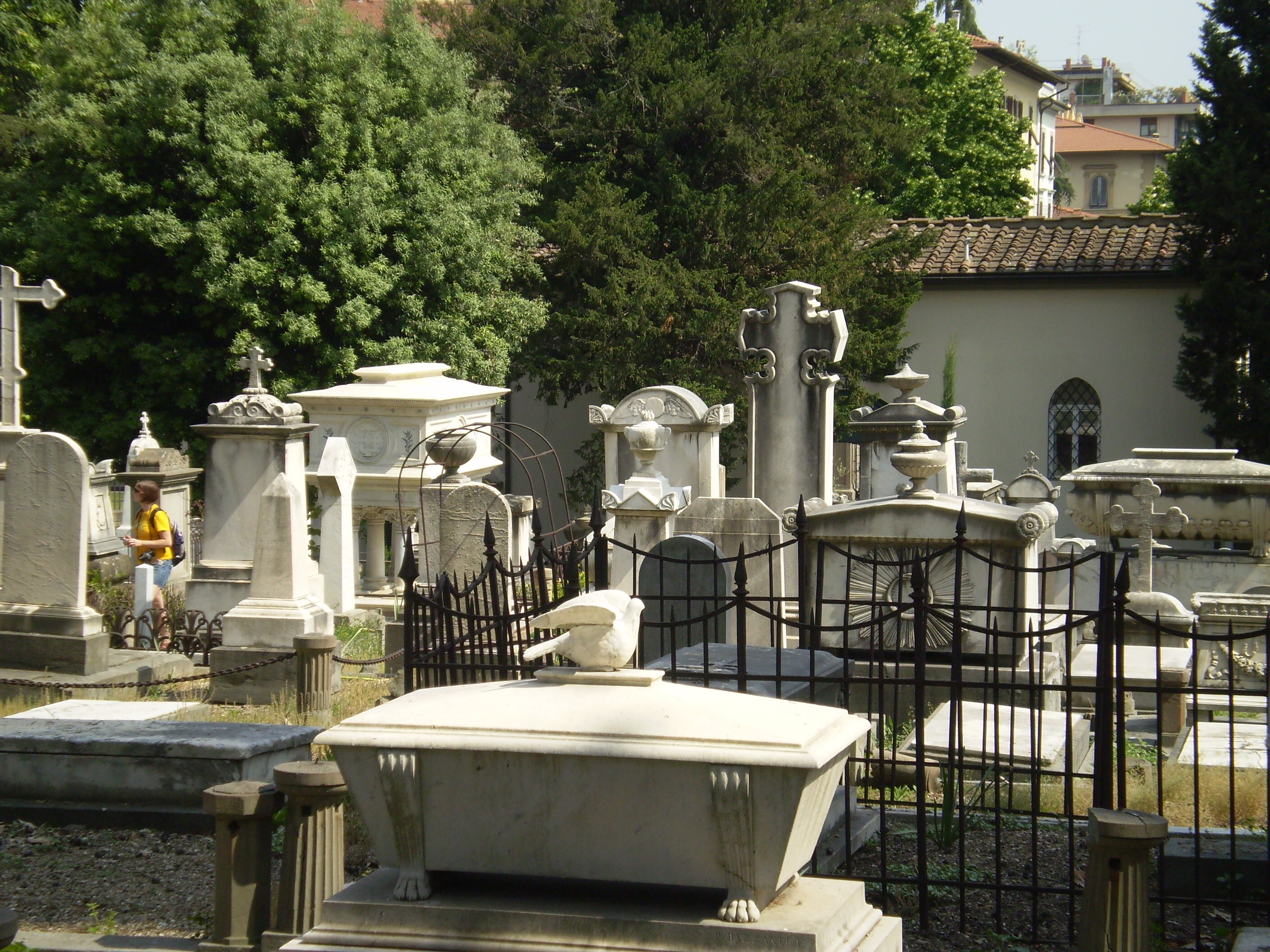
Blick vom Friedhof auf den Eingangsbereich

1827 erwarb die schweizerische Evangelisch-Reformierte Kirche von der Großherzoglichen Verwaltung unter Leopold II. ein Stück Land vor dem heute nicht mehr bestehenden Stadttor Porta a Pinti, außerhalb der mittelalterlichen Florentiner Stadtmauer an der Straße nach Fiesole, um dort einen Friedhof für Protestanten und orthodoxe Christen anzulegen. Zuvor konnten diese, wenn sie in Florenz starben, nur im hundert Kilometer entfernten Livorno beigesetzt werden.
Der Friedhof wurde von dem jungen Architekturstudenten Carlo Reishammer entworfen. Er liegt auf einem flachen, heute mit Bäumen, vor allem Zypressen bewachsenen Hügel, und wird durch zwei rechtwinklig zueinander liegende Wege in vier Quadranten geteilt. Am Wegkreuzungspunkt steht eine Säule mit einem Steinkreuz, die Friedrich Wilhelm IV. von Preußen im Jahre 1858 aufstellen ließ.
Die heutige ovale Form erhielt der Friedhof durch Giuseppe Poggi, als in Florenz, ab 1865 Hauptstadt Italiens, die mittelalterlichen Stadtmauern abgerissen und stattdessen die Ringstraßen (Viali di Circonvallazione) angelegt wurden. Der Friedhof befindet sich seitdem auf einer Verkehrsinsel des Piazzale Donatello. Im Jahre 1877 wurde der Friedhof für Neubestattungen geschlossen. Nichtkatholische Gruppen benutzen seither den Cimitero Evangelico agli Allori bei Galluzzo.
Heute wird der Friedhof gelegentlich wieder für Begräbnisse genutzt. Am Eingang befindet sich eine kleine Bibliothek mit Materialien zur Geschichte des Friedhofs und mit Bezug zu den auf dem Friedhof bestatteten Personen.

## Bekannte Personen

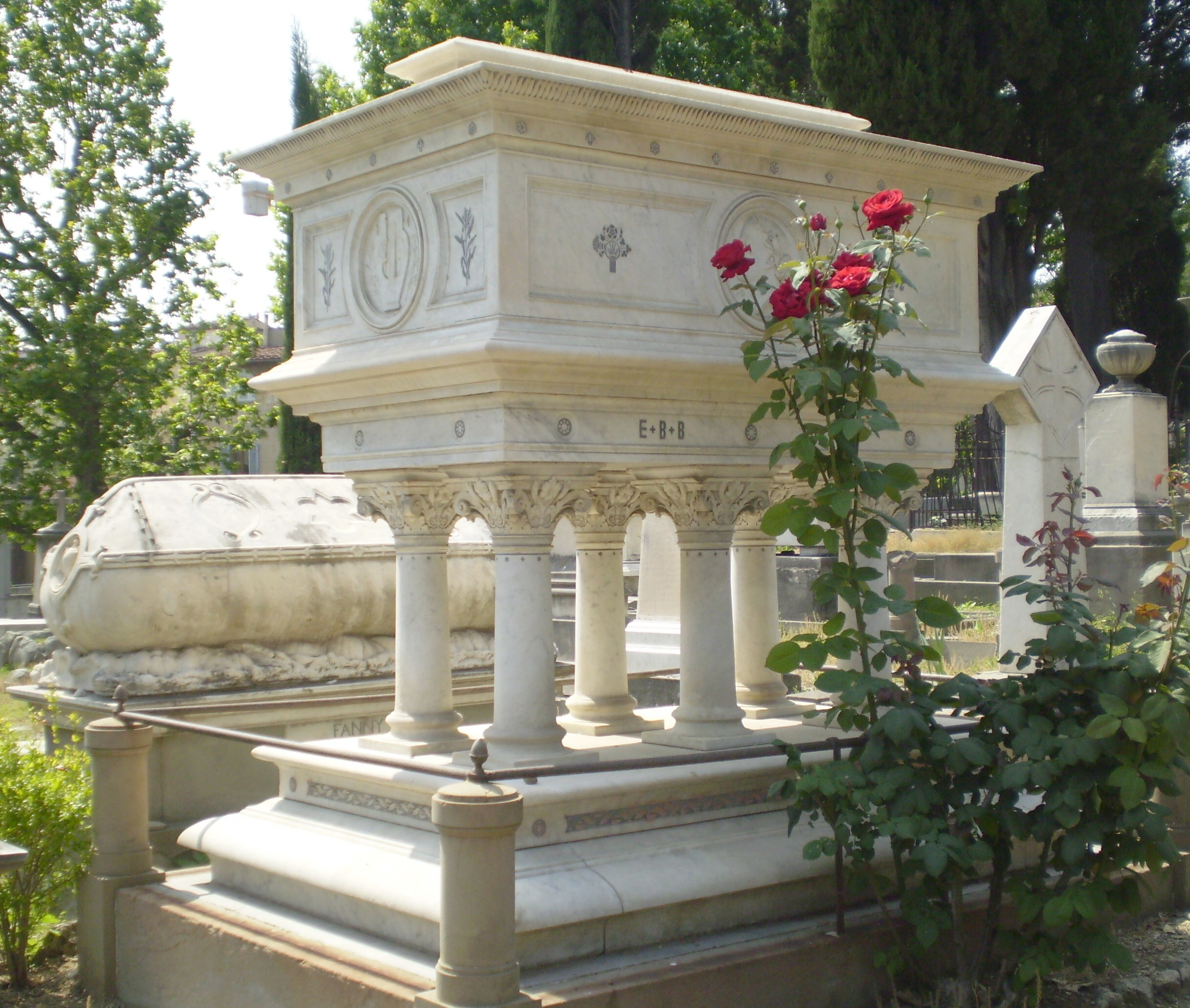
Grab von Elizabeth Barrett Browning

Auf dem Friedhof befinden sich 1409 Gräber, darunter Schriftsteller, Künstler, Kaufleute und andere aus 16 Nationen. Bekannte, auf dem Friedhof beigesetzte Persönlichkeiten sind:
- George Augustus Wallis (1761–1847), britischer Landschaftsmaler
- Menu, George (1780–1855), in Genf geborener Übersetzer
- Theodore Parker (1810–1860), amerikanischer Theologe und Schriftsteller
- Elizabeth Barrett Browning (1806–1861), englische Dichterin, das Grabmal wurde von Frederic Leighton gestaltet.
- Arthur Hugh Clough (1819–1861), englischer Schriftsteller
- Thomas Southwood Smith (1788–1861), englischer Mediziner und Sozialreformer
- Giovan Pietro Vieusseux (1779–1863), italienischer Schriftsteller und Verleger, Gründer des Gabinetto Vieusseux
- Frances Trollope (1779–1863), englische Schriftstellerin
- Walter Savage Landor (1775–1864), englischer Schriftsteller
- Hiram Powers (1805–1873), amerikanischer Bildhauer
- Joel Tanner Hart (1810–1877), amerikanischer Bildhauer (exhumiert)